# Miguel Alemán Valdés

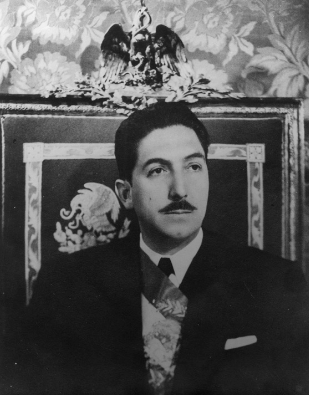
Miguel Alemán Valdés

Miguel Alemán Valdés (29 tháng 9 năm 1900 – 14 tháng 5 năm 1983) từng là Tổng thống México từ năm 1946 đến năm 1952. Chính quyền của ông được đặc trưng bởi sự công nghiệp hóa nhanh chóng của Mexico, nhưng cũng cao Mức độ làm giàu cá nhân cho bản thân và cộng sự của mình.

## Cuộc đời sự nghiệp
Alemán sinh ra ở Sayula ở bang Veracruz là con của Tướng Miguel Alemán González và Tomasa Valdés Ledezma. Khi còn nhỏ, anh ta không được phép đi học ở quê nhà, vì niềm tin chính trị của cha mình (anh ta từng là một cựu chiến binh cách mạng), nhưng anh ta lại học ở các khu vực khác. Ông học tại trường Dự bị Quốc gia ở Thành phố Mexico từ năm 1920 đến năm 25, sau đó đến Trường Luật Quốc gia cho đến năm 1928, hoàn thành bằng luật pháp với luận án về bệnh nghề nghiệp và tai nạn trong công nhân. Là một luật sư thành công, thực tiễn đầu tiên của ông là đại diện cho những người thợ mỏ bị silicosis. Ông đã giành được hai chiến thắng pháp lý đáng chú ý trong việc đại diện cho những người lao động chống lại các tập đoàn - lần đầu tiên trong việc bảo đảm bồi thường cho những người phụ thuộc của công nhân đường sắt đã bị giết trong các cuộc chiến mang tính cách mạng, thứ hai là thu hồi bồi thường cho các thợ mỏ bị thương trong khi làm việc. Những chiến thắng này đã làm ông trở nên quan trọng với các công đoàn của Mexico.